# Eleição municipal de Várzea Paulista em 2016
A eleição municipal de Várzea Paulista em 2016 aconteceu no dia 02 de outubro, com o objetivo de eleger um prefeito, um vice-prefeito e 11 vereadores no município de Várzea Paulista, no Estado de São Paulo, no Brasil. O então prefeito Juvenal Rossi (PV) foi reeleito ainda no primeiro turno com 53,11% dos votos válidos, superando três adversários: Junior Aprillanti (PSB), Padok (PTB); e Osmar Donizete (PP). O Vice-prefeito eleito foi  novamente Professor Rodolfo (PDT), que trocou o PSB pelo PDT mas não saiu da chapa de Rossi.
A disputa para as 11 vagas na Câmara Municipal de Várzea Paulista envolveu a participação de 202 candidatos. O candidato mais votado foi Mauro Aparecido (PV), que obteve 1948 votos (3,35% dos votos válidos).
O pleito em Várzea Paulista fez parte das eleições municipais nas Unidades federativas do Brasil. Várzea Paulista foi um dos 100 municípios vencidos pelo PV. No Brasil há 5.570 cidades.

## Antecedentes
Na Eleição municipal de Várzea Paulista em 2012, Juvenal Rossi (PV), foi eleito ainda no primeiro turno com 56,29% dos votos válidos,  Luiz Antônio Raniero (PT) foi o segundo com 33,89%. Rossi já havia alcançado o segundo lugar nas eleições de 2008.

## Eleitorado
Na eleição de 2016, estiveram aptos a votar  aproximadamente 84.225 varzinos, que correspondem a cerca de 71,5% da população do município, levando em consideração a estimativa de 117.772 pessoas feita pelo IBGE em 2010.

## Candidatos
Quatro candidatos concorreram à prefeitura em 2016: Juvenal Rossi (PV), Junior Aprillanti (PSB), Padok (PTB); e Osmar Donizete (PP).
| Candidato(a)      | Vice                              | Partido | Coligação |
| ----------------- | --------------------------------- | ------- | --- |
| Juvenal Rossi     | Professor Rodolfo (PDT)           | PV      | "VARZEA PAULISTA NO RUMO CERTO" (PDT / PRB / PSL / PTN / PSC / PPS / PR / DEM / PTC / PV / PRP / PSDB / SD / PRTB) |
| Padok             | Chico Filho Do Dr. Alcípio (PMDB) | PTB     | "POR UM FUTURO MELHOR" (PTB / PMDB / PMN / PEN)                                                                    |
| Junior Aprillanti | Luciano Marques (PSD)             | PSB     | "VÁRZEA LEVADA A SÉRIO" (PSDC / PHS / PSD / PSB / PC do B / PT do B)                                               |
| Osmar Donizeti    | Adrianin do Varejão (PP)          | PP      | "PP" (PP) |

## Campanha

### Pesquisas[6][7]
| Data de realização | Data de divulgação | Instituto                                                              | Número de registro no TRE | Contratante                                           | Entrevistados | Margem de erro | Candidato     | Candidato | Candidato         | Candidato      | Não sabe/ Não respondeu | Brancos e nulos |
| ------------------ | ------------------ | ---------------------------------------------------------------------- | ------------------------- | ----------------------------------------------------- | ------------- | -------------- | ------------- | --------- | ----------------- | -------------- | ----------------------- | --------------- |
| Data de realização | Data de divulgação | Instituto                                                              | Número de registro no TRE | Contratante                                           | Entrevistados | Margem de erro | Juvenal Rossi | Padok     | Junior Aprillanti | Osmar Donizeti | Não sabe/ Não respondeu | Brancos e nulos |
| 11/09/2016         | 17/09/2016         | F. L. S. - PESQUISA, ASSESSORIA E MARKETING LTDA. / REINNO COMUNICACAO | SP-04381/2016             | RCN - REDE CAMPINAS DE NOTICIA GRAFICA E EDITORA LTDA | 400           | 5%             |               |           |                   |                |                         |                 |
| 17/09/2016         | 23/09/2016         | POLO PESQUISAS E ASSESSORIA LTDA - ME                                  | SP-04534/2016             | POLO PESQUISAS E ASSESSORIA LTDA - ME                 | 440           | 4,6%           | 31,36%        | 18,18%    | 7,73%             | 0,68%          | 27.27%                  | 14,77%          |
| 23/09/2016         | 29/09/2016         | POLO PESQUISAS E ASSESSORIA LTDA - ME                                  | SP-06100/2016             | POLO PESQUISAS E ASSESSORIA LTDA - ME                 | 440           | 4,6%           |               |           |                   |                |                         |                 |

## Resultados

### Prefeito
No dia 2 de outubro, Juvenal Rossi foi reeleito com 53,11% dos votos válidos.
| Candidato(a)            | Vice                              | 1º Turno | 1º Turno    |
| Candidato(a)            | Vice                              | Votação  | Votação     |
|                         |                                   | Total    | Porcentagem |
| ----------------------- | --------------------------------- | -------- | ----------- |
| Juvenal Rossi (PV)      | Professor Rodolfo (PDT)           | 28.803   | 53,11%      |
| Padok (PTB)             | Chico Filho Do Dr. Alcípio (PMDB) | 5.971    | 11,01%      |
| Junior Aprillanti (PSB) | Luciano Marques (PSD)             | 18.297   | 33,74%      |
| Osmar Donizete (PP)     | Adrianin do Varejão (PP)          | 1.166    | 2,15%       |
| Total de votos válidos  | Total de votos válidos            | 54.237   | 78,69%      |
| Votos em branco         | Votos em branco                   | 4.872    | 7,07%       |
| Votos nulos             | Votos nulos                       | 9.815    | 14,24%      |
| Total                   | Total                             | 68.924   | 100%        |
| Abstenções              | Abstenções                        | 15.299   | 18,16%      |
| Votos apurados          | Votos apurados                    | 68.924   | 100%        |
| Total de eleitores      | Total de eleitores                | 84.223   | 100%        |

### Vereador
| Resultado da eleição para a Câmara Municipal de Várzea Paulista em 2016 por candidato | Resultado da eleição para a Câmara Municipal de Várzea Paulista em 2016 por candidato | Resultado da eleição para a Câmara Municipal de Várzea Paulista em 2016 por candidato | Resultado da eleição para a Câmara Municipal de Várzea Paulista em 2016 por candidato | Resultado da eleição para a Câmara Municipal de Várzea Paulista em 2016 por candidato | Resultado da eleição para a Câmara Municipal de Várzea Paulista em 2016 por candidato |
| Candidato                                                                             | Número                                                                                | Partido                                                                               | Votos                                                                                 | Porcentagem                                                                           |                                                                                       |
| ------------------------------------------------------------------------------------- | ------------------------------------------------------------------------------------- | ------------------------------------------------------------------------------------- | ------------------------------------------------------------------------------------- | ------------------------------------------------------------------------------------- | ------------------------------------------------------------------------------------- |
| Mauro Aparecido                                                                       | 43456                                                                                 | PV                                                                                    | 1.948                                                                                 | 3,35%                                                                                 |                                                                                       |
| Robertinho                                                                            | 65100                                                                                 | PC do B                                                                               | 1.557                                                                                 | 2,68%                                                                                 |                                                                                       |
| Prof. Juarez                                                                          | 12199                                                                                 | PDT                                                                                   | 1.182                                                                                 | 2,03%                                                                                 |                                                                                       |
| Rivaldo                                                                               | 51051                                                                                 | PEN                                                                                   | 1.167                                                                                 | 2,01%                                                                                 |                                                                                       |
| Silso das Neves                                                                       | 10123                                                                                 | PRB                                                                                   | 1.121                                                                                 | 1,93%                                                                                 |                                                                                       |
| Hulck                                                                                 | 36777                                                                                 | PTC                                                                                   | 1.113                                                                                 | 1,91%                                                                                 |                                                                                       |
| Fernando Pasqualino                                                                   | 43444                                                                                 | PV                                                                                    | 1,84%                                                                                 | 1.069                                                                                 |                                                                                       |
| Guilherme Zafani                                                                      | 20123                                                                                 | PSC                                                                                   | 1,84%                                                                                 | 1.069                                                                                 |                                                                                       |
| Giba                                                                                  | 36123                                                                                 | PTC                                                                                   | 1,83%                                                                                 | 1.067                                                                                 |                                                                                       |
| Emerson Afonso                                                                        | 45045                                                                                 | PSDB                                                                                  | 1,81%                                                                                 | 1.050                                                                                 |                                                                                       |
| Claudenir Nil                                                                         | 43777                                                                                 | PV                                                                                    | 1,69%                                                                                 | 985                                                                                   |                                                                                       |
| Elton Mecânico                                                                        | 45123                                                                                 | PSDB                                                                                  | 1,59%                                                                                 | 927                                                                                   |                                                                                       |
| Sueli Do Yakult                                                                       | 43222                                                                                 | PV                                                                                    | 1,55%                                                                                 | 901                                                                                   |                                                                                       |
| Valdecir Da Popular                                                                   | 43555                                                                                 | PV                                                                                    | 1,49%                                                                                 | 867                                                                                   |                                                                                       |
| Flavinho Spinucci                                                                     | 36011                                                                                 | PTC                                                                                   | 1,48%                                                                                 | 861                                                                                   |                                                                                       |
| Dr. Eliseu                                                                            | 44444                                                                                 | PRP                                                                                   | 1,46%                                                                                 | 847                                                                                   |                                                                                       |
| Weslen Campos                                                                         | 19999                                                                                 | PTN                                                                                   | 1,41%                                                                                 | 822                                                                                   |                                                                                       |
| Valdilene                                                                             | 12345                                                                                 | PDT                                                                                   | 1,38%                                                                                 | 803                                                                                   |                                                                                       |
| J Ramiro                                                                              | 43133                                                                                 | PV                                                                                    | 1,26%                                                                                 | 732                                                                                   |                                                                                       |
| Gil Cabeleireiro                                                                      | 25123                                                                                 | DEM                                                                                   | 1,18%                                                                                 | 687                                                                                   |                                                                                       |
| Professor Claudemir                                                                   | 43333                                                                                 | PV                                                                                    | 1,17%                                                                                 | 679                                                                                   |                                                                                       |
| Joelson Bispo                                                                         | 43563                                                                                 | PV                                                                                    | 1,12%                                                                                 | 650                                                                                   |                                                                                       |
| Osmar Do Mirante                                                                      | 65789                                                                                 | PC do B                                                                               | 1,04%                                                                                 | 606                                                                                   |                                                                                       |

| Votos válidos   | Votos válidos   | 58.154 | 84,37% |
| Votos nulos     | Votos nulos     | 6.576  | 9,54%  |
| Votos em branco | Votos em branco | 15.299 | 18,16% |
| Total           | Total           | 68.924 | 100%   |
| --------------- | --------------- | ------ | ------ |

## Análises
Assim como os candidatos a prefeito, todos os vereadores eleitos são homens. Porém enquanto 100% dos concorrentes à Prefeitura são brancos de idades variadas, no vereadores apenas aproximadamente 75% são brancos, situando-se principalmente na faixa etária dos 50 aos 60 anos. O Partido Verde possuia mais membros entre os concorrentes a alguma vaga na câmara municipal, por consequência também foi o que mais elegeu. Por fim, o prefeito reeleito era o único dos candidatos ao cargo nascido em Várzea Paulista.